# Distretto di Huanoquite
Il distretto di Huanoquite è uno dei nove distretti della  provincia di Paruro, in Perù. Si trova nella regione di Cusco.